# Accidente del Marisquiño
El Accidente del Marisquiño fue un accidente que ocurrió en Vigo en el año 2018 durante la celebración del festival de El Marisquiño.

## Contexto
El accidente ocurrió el día 12 de agosto de 2018 a las 23:58 horas al colapsar la estructura de hormigón en la que se apoyaba una plataforma de madera del Puerto de Vigo durante un concierto de música.
El accidente fue brutal: cientos de personas cayeron de una plataforma que supuestamente era muy segura. Afortunadamente, había cuerpos de seguridad pública que actuaron lo más rápido posible.
Al día siguiente, calculaban que había habido 377 personas heridas.
En septiembre de 2018 la Federación de Asociaciones Vecinales Eduardo Chao (Favec) creó una Plataforma de Afectados por el Accidente del Marisquiño y el Parlamento de Galicia, una comisión política sobre el accidente.